# منطقة أنفيلد
أنفيلد هي إحدى الأقسام الإدارية في لندن، وتقع في شمالها، لندن الكبرى، إنجلترا.

## أعلام
- جيف برادفورد
- توم ويلسون
- لاورا هادوك
- ديكستر فليتشر
- ميشيل ريان